# 51 (film)
51 is een Amerikaanse sciencefictionfilm uit 2011, geregisseerd door Jason Connery. De hoofdrolspelers zijn Bruce Boxleitner, Rachel Miner, Vanessa Branch, Jason London en John Shea. 

## Verhaal
Area 51 is in de volksmond gekend als het zwaarst beveiligde legerbasis in Amerika, voorzien van de meest moderne technologie omdat men vermoedt dat er aliens gevangen gehouden worden. Wat er zich precies afspeelt achter de deuren van Area 51 (tal van experimenten?) is weinig gekend. Alles wordt beschouwd als top secret. Wanneer de politieke druk zo hoog wordt besluit het Amerika de deuren te openen voor een geselecteerd publiek. De reporters Sam Whitaker en Claire Fallon worden samen met hun cameramensen toegelaten op het domein om de geruchten van de baan te ruimen. Zij moeten de boodschap overbrengen aan de burgers dat er voor niets gevreesd moet worden. De basis blijkt echter een oord van verschrikking.

## Stijl
De film combineert een hedendaagse en futuristische stijl. De regisseur Jason Connery kiest voor technieken als close-up en crosscutting om spanning op te bouwen. Ook zijn sommige scènes onderbelicht om nieuwsgierigheid op te wekken. Het futuristisch/hoogtechnologisch aspect komt als volgt tot uiting:
- Aliens worden vastgehouden in Area 51 en gebruikt om ermee te experimenteren.
- Het tonen van een ‘onzichtbaar schild’ aan de reporters.
- Het scannen van handafdruk om toegang te geven tot zones van verschillende beveiligingsniveaus; camerabewaking en zware wapens benadrukken hoe zwaar de bewaking is.
- Het filmen van verschillende laboratoria.
- Aliens ontsnappen en vallen de mensen aan.

## Rolverdeling
| Acteur            | Personage                |
| ----------------- | ------------------------ |
| Tammi Arender     | Sharon Solomon           |
| Randy Austin      | Officier                 |
| Jillian Batherson | Gomez                    |
| Bruce Boxleitner  | Col. Martin              |
| Vanessa Branch    | Claire                   |
| Beau Brasseaux    | Vliegenier               |
| Lena Clark        | Mindy                    |
| Ivan Djurovic     | Lady Death               |
| J.D. Evermore     | Smith                    |
| Ryan H. Jackson   | Vliegenier               |
| Damon Lipari      | Kevin                    |
| Jason London      | Aaron 'Shoes' Schumacher |
| Jed Maheu         | Patiënt Zero             |
| Rachel Miner      | Sgt. Hanna               |